# Pic de Finestrelles
El Puig, o Pic de Finestrelles és una muntanya de 2.826,9 metres d'altitud situada de la carena axial dels Pirineus, situat entre els termes comunals d'Eina i de Llo, tots dos de la comarca de l'Alta Cerdanya, i el municipal de Queralbs, pertanyent a la del Ripollès.
És a l'extrem sud-oest del terme d'Eina, al sud-est, també extrem, del de Llo i al límit nord, cap al costat nord-oest, del de Queralbs. Té a prop a llevant el Pic de Núria, al sud-oest el Coll de Finestrelles i, una mica més allunyat també al sud-oest el Puigmal de Segre, o de Llo.
Té la singularitat que és la muntanya des de la qual s'ha aconseguit el record mundial de retratar el paisatge més distant de tot el planeta. En altres paraules això vol dir, des d'un punt del planeta (no mitjans aeris ni des de cossos celestes), aconseguir copsar un horitzó màximament distanciat i que resulti prou definit com per identificar el seu relleu. En concret es van retratar els Ecrins (Alps francesos) l'albada del 16 de juliol del 2016, de manera que es cobria la distància de 443 km fins al Pic Gaspard. Passats dos anys i mig encara es manté com a rècord mundial.

## Característiques naturals
Pel que fa a les característiques geològiques, morfològiques i d'ecosistema d'aquesta muntanya, són similars a les dels pics de la zona que conformen l'Olla de Núria, així com de les valls properes de Coma de Vaca i del Freser.

## Rutes
Una de les possibles rutes per accedir al cim parteix de la Vall de Núria, tot enfilant primer el Coll de Finestrelles a la seva dreta i arribar després carenejant. És la manera més ràpida d'arribar al cim. Des del Refugi de Coma de Vaca (un altre punt de partida alternatiu) l'itinerari és molt més llarg, tot passant pel Coll de Noucreus i continuant tot seguit per les carenes del NouFonts i del Pic d'Eina. Des del vessant nord-català, els itineraris també són llargs. Un dels possibles és des de la Vall de Carançà, on hi ha un refugi guardat, com a possible punt de partida, o des de la Vall d'Eina, encara més llarg.
El Pic de Finestrelles està inclòs en moltes de les rutes excursionistes del sector dels Pirineus cerdans.

### Cartografia
- Mapa Vall de Núria, ed. Alpina.